# Fort Zachary Taylor
Fort Zachary Taylor è un National Historic Landmark ed un parco statale della Florida che si trova a Key West negli Stati Uniti d'America.

## Storia

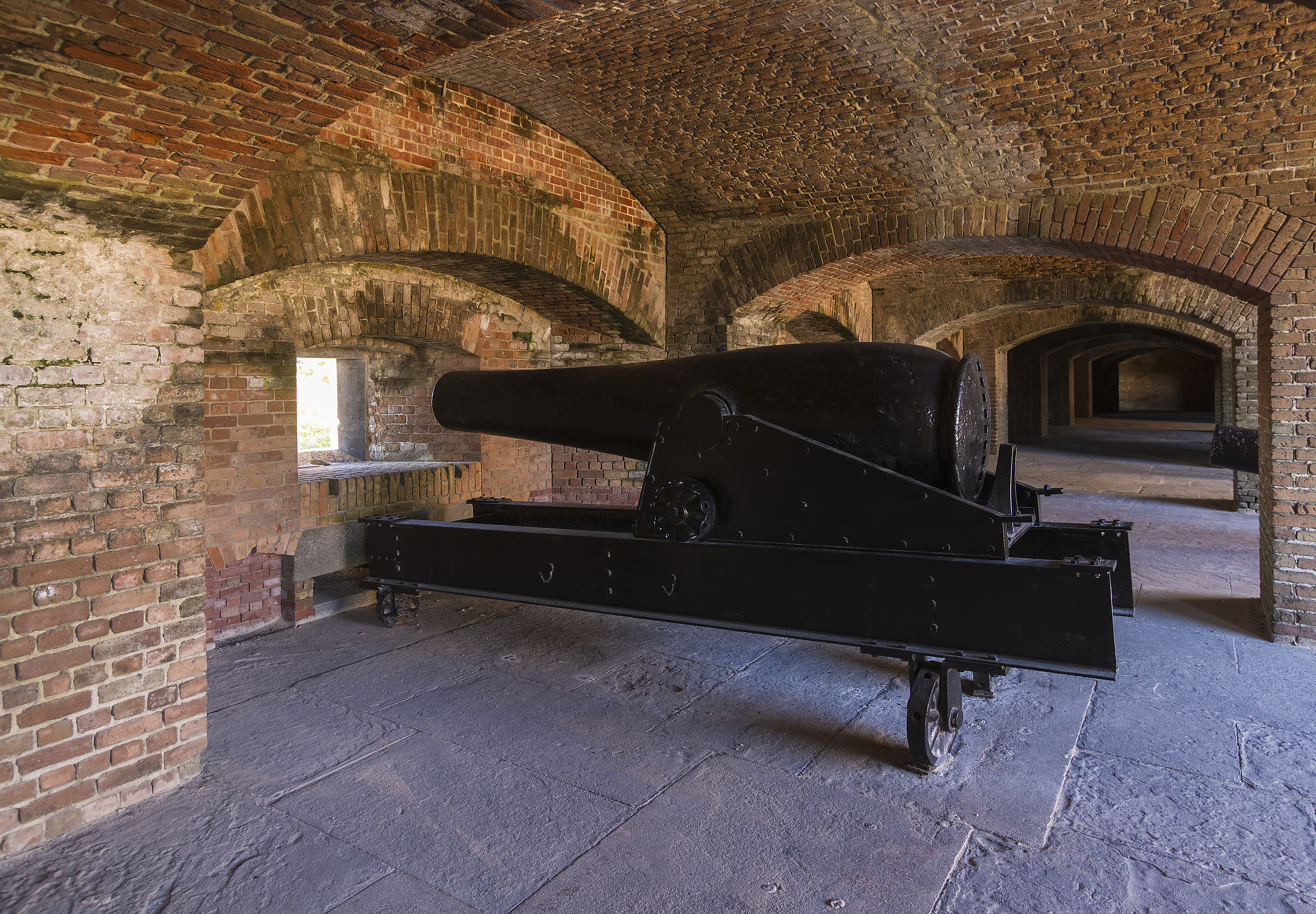
Cannone

La costruzione del forte iniziò nel 1845 come parte del piano avviato a metà del XIX secolo per difendere la costa sudorientale degli Stati Uniti con una serie di forti, del quale fece parte anche la realizzazione di Fort Jefferson. Il forte fu intitolato al presidente Zachary Taylor dopo la sua morte avvenuta nel 1850. Epidemie di febbre gialla e carenza di materiali rallentarono la costruzione del forte, che continuò per tutti gli anni 1850.
Allo scoppio della guerra civile nel 1861, il capitano dell'unione John Milton Brannan prese il controllo del forte, evitando che cadesse in mano ai confederati, per usarlo come avamposto contro chi avesse tentato di forzare il blocco del Piano Anaconda. Il forte era inizialmente circondato dall'acqua sui tutti i suoi lati, con una passerella che lo collegava alla terraferma. Venne completato nel 1866, sebbene la parte superiore di uno dei lati fu distrutto nel 1889 per far posto a nuove armi, con i vecchi cannoni interrati nelle nuove mura di cinta per risparmiare sui materiali. Il forte fu successivamente pesantemente utilizzato nel 1898 durante la guerra ispano-americana.
Nel 1947 il forte, non più utilizzato dall'esercito, passò all'U.S. Navy per manutenzione, diventando la "Naval Station Key West". Nel 1968 volontari guidati da Howard S. England iniziarono gli scavi per recuperare gli armamenti interrati nelle nuove mura di cinta, dando vita alla collezione più ampia di cannoni della guerra civile. Nel 1971 Fort Taylor fu inserito nel National Register of Historic Places, diventando National Historic Landmark nel 1973. Con il riempimento di terra intorno al forte, inclusa la creazione di una spiaggia, il parco fu esteso a 352,000 m².
La Naval Station Key West fu chiusa nel 1974 con lo smantellamento da parte dell'U.S. Navy dei suoi sottomarini diesel-elettrici, essendo i sottomarini nucleari troppo grandi per il porto esistente. Le parti del forte vicine a Key West sono diventate parti del "Truman Annex" della stazione marina.
Il presidente Harry Truman la utilizzò come residenza ufficiale invernale per 175 giorni in 11 visite. I servizi segreti realizzarono anche una spiaggia privata che, però, venne utilizzata una sola volta, preferendo le spiagge pubbliche.
Fu utilizzata anche come punto di sbarco durante l'Esodo di Mariel del 1980 per i rifugiati cubani. Parte della base fu venduta ad investitori privati, mentre la marina continua a gestire il molo e la parte meridionale del forte, principalmente a supporto delle attività della "Joint Interagency Task Force South" e del "Naval Security Group".

## Note

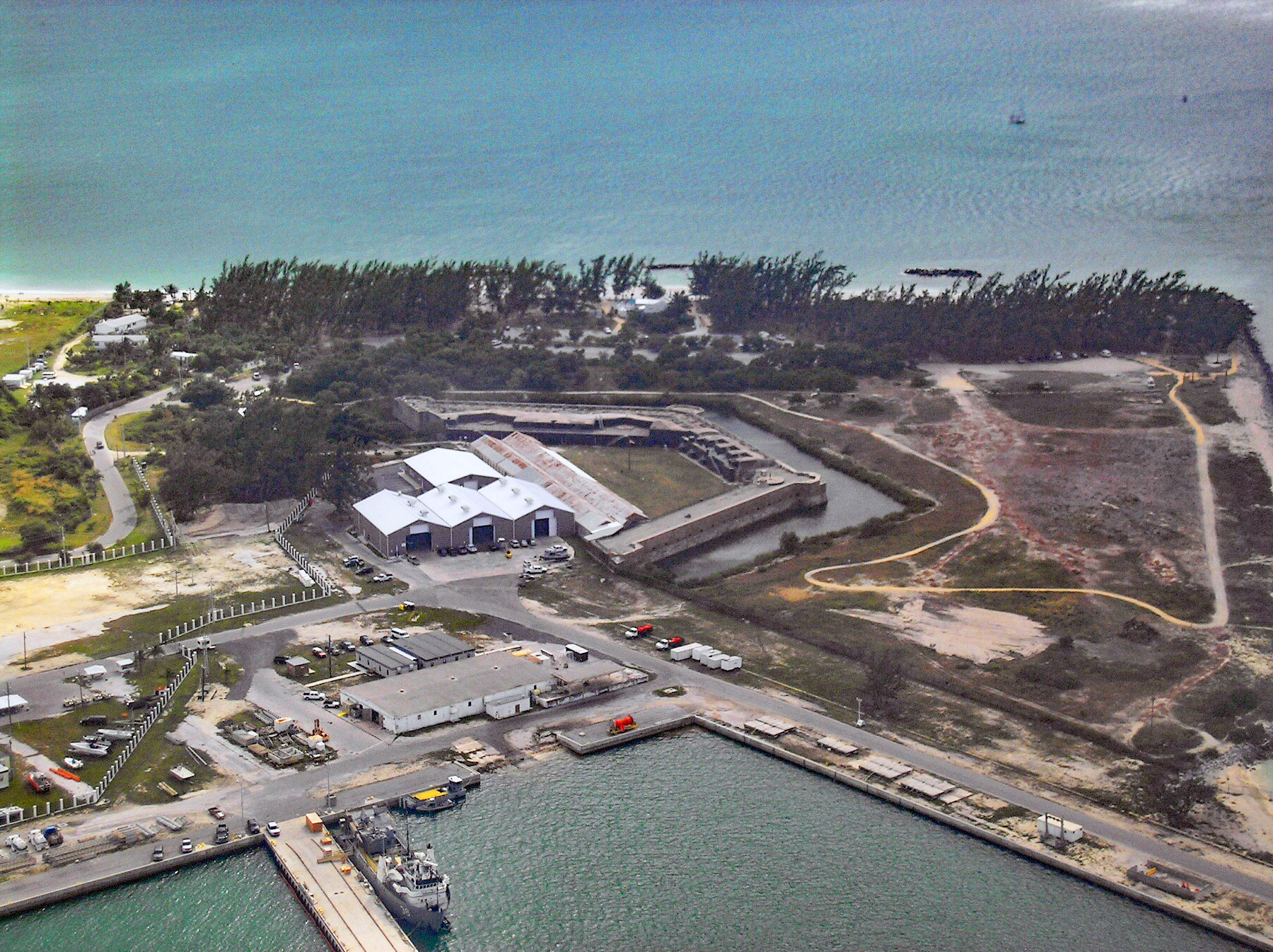
Vista panoramica